# Alexander Öhquist
Alexander (Sasha) Öhquist, född 11 maj 1868 i Sankt Petersburg, död 20 juli 1955 i Helsingfors, var en finländsk journalist, översättare, dramatiker och kåsör.

## Biografi
Alexander Öhquist var son till kyrkoherden Johannes Christoffer Öhquist och Olga Maria Avenarius. Han gifte sig med Ellen Sofia Rancken.
Han var verksam som journalist vid Hufvudstadsbladet från 1900 till 1914 och som fast anställd från 1918 till 1941. Han grundade även tidningen Helsingfors Posten(fi) och bidrog som skribent till flera publikationer. Öhquist tjänstgjorde som översättare vid Senaten för Finland från 1896 till 1924.
Under pseudonymerna Cicerone, Floridor och Marasqvino skrev han kåserier och artiklar. Öhquist skrev både dramatik och prosa, ofta med Helsingfors som miljö.

## Verk
- Brottsjöar (1907), Teaterpjäs uppförd första gången på Svenska Teatern i Helsingfors den 15 oktober 1907
- Sista kortet: Skådespel, Uppfört 1928
- Villande vägar (1940): Helsingforsroman
- Ödets gyckelspel (1942): Helsingforsroman